# Staufenberg (Gernsbach)
Staufenberg is een plaats in de Duitse gemeente Gernsbach, deelstaat Baden-Württemberg, en telt 1519 inwoners.